# Wanda Ramos
Wanda Ramos (Dundo-Chitato, 1948 - Lisboa, 1998) foi uma escritora e tradutora portuguesa.

## Biografia
Wanda Ramos nasceu no Dundo-Chitato, na província da Lunda Norte, em Angola, em 1948, filha de pais portugueses. Muda-se para Portugal em 1957, aos nove anos, e aqui prossegue os seus estudos. Licenciou-se em Filologia Germânica pela Faculdade de Letras da Universidade de Lisboa.
Exerceu larga actividade como tradutora, tendo traduzido, entre outros, John Le Carré, Erica Jong, Muriel Spark, Edith Wharton, Jorge Luis Borges, Octavio Paz, Bruno Munari, Jan Morris e Sousa Jamba. Além de tradutora, foi também professora do ensino secundário e membro da Associação Portuguesa de Escritores.
Colaborou em várias revistas e jornais culturais com crónicas, poemas e contos. Foi colaboradora permanente da revista África. Está presente em várias antologias, das quais se podem destacar a Antologia da Novíssima Poesia Portuguesa, na sua terceira edição, organizada por E. M. de Melo e Castro e Maria Alberta Menéres; e na Experiência da Liberdade.
O seu primeiro livro foi editado em 1970: tratava-se de uma plaquette intitulada Nas Coxas do Tempo, que incluía poemas de Wanda e desenhos de António Ferra, em edição dos autores, de apurado aspecto gráfico. A edição foi entretanto retirada do mercado, e os poemas reeditados num outro livro da autora, anos depois. O livro seguinte, também em formato de plaquette só surgiu nove anos depois do primeiro, com o título E Contudo Cantar Sempre, com o cunho da Editorial Inova, acompanhados os poemas por um desenho de Armando Alves. No mesmo ano, 1979, sai ainda Que Rio Vem Forçar a Entrada Desta Casa?, conjunto de poemas incluído no volume triplo A Jovem Poesia Portuguesa, das edições Limiar. O conjunto de Wanda surge assim junto a Estilhaços de Eduarda Chiote e O Ruído Fino de João Camilo.
Em 1981 é publicado o primeiro romance de Wanda Ramos, Percursos (Do Luachimo ao Luena), que reflecte, através da memória, a experiência da África colonial, vivida do ponto de vista da mulher. O romance venceu o Prémio de Ficção da Associação Portuguesa de Escritores. A primeira e única edição deste livro apresenta, na contracapa, um desenho da autoria de Wanda.
Em 1983 regressa à poesia com o volume de prosas poéticas Intimidade da Fala. A edição deste folheto tem capa e desenho hors-texte da autoria da escritora, também. No mesmo ano, é editado o seu segundo romance, As Incontáveis Vésperas, que reflecte problemas relacionados com a condição da mulher, centrando-se particularmente na província portuguesa, abordando ainda temas como a descoberta da sexualidade e do erotismo.
Em 1986 publica aquela que seria a sua última recolha de poesia, Poe-Mas-Com-Sentidos. Neste livro repõe os poemas de Nas Coxas do Tempo, acrescidos de um inédito; além de duas secções novas, uma das quais em prosa. Segundo a nota final da autora, este livro cobre um período de escrita que vai de 1967 a 1986.
A partir de 1990, passa a publicar apenas ficção. Os Dias, Depois é editado em 1990 e, em 1991, Litoral (Ara Solis). Este último seria considerado o mais mítico dos livros da autora. Fundindo uma estrutura poética e muito ligada à imagem, Litoral assume também influências do romance policial; tendo ganho o Prémio Literário Cidade de Almada para romances inéditos.
Entre Outubro e Novembro de 1997, Wanda Ramos foi convidada para a MEET- Maison des Écrivains Étrangers et des Traducteurs em Saint-Nazaire.
Wanda Ramos morreu em Lisboa em 1998, vítima de cancro. Em 1999 vem a lume o seu último livro, Crónica com Estuário ao Fundo, escrito durante a sua estadia no MEET, que no ano anterior havia publicado em França este livro, em edição bilingue.

## Homenagens
A Câmara Municipal de Lisboa atribuiu o seu nome a uma rua no Areeiro.

## Antologias
- 1975- poemas em A Experiência da Liberdade, edição Diabril
- 1980- poemas em Antologia da Novíssima Poesia Portuguesa, org. E. M. de Melo e Castro e Maria Alberta Menéres, edição Moraes
- 1985- A Casa, o Mar em Contos, editorial Caminho
- 1985- Vigília (conto) em Fantástico no Feminino, edições Rolim

## Prémios
- 1980- Prémio de Ficção da Associação Portuguesa de Escritores por Percursos (Do Luachimo ao Luena)
- 1988- Prémio de Tradução da Sociedade de Língua Portuguesa pela tradução de As Confissões Verdadeiras de Um Terrorista Alibino de Breyten Breyttenbach
- 1991- Prémio Literário Cidade de Almada por Litoral (Ara Solis)

## Ilustração
- 1981- contracapa de Percursos (Do Luachimo ao Luena), editorial Presença
- 1983- vinheta de capa e desenho hors texte de Intimidade da Fala, edições &etc
- 1983- capa de As Incontáveis Vésperas, edições Ulmeiro